# 澄城城隍庙神楼
35°11′24″N 109°55′33″E / 35.19000°N 109.92583°E
澄城城隍庙神楼位于中国陕西省渭南市澄城县城内西街，2001年被列为第五批全国重点文物保护单位。
澄城城隍庙现仅存神楼，俗称乐楼，重建于明万历十年（1582年），坐北朝南，建于高台之上，由中楼和东西二楼组成。中楼面阔三间，进深三间，重檐三滴水歇山顶。东西二楼形制相同，面阔进深均为一间，均为重檐十字歇山顶。